# Save the World
"Save the World" er en sang af den svenske supergruppe Swedish House Mafia. Sangen indeholder ukrediterede vokaler fra den svenske sanger John Martin, der skrev sangen sammen med Axwell, Steve Angello, Sebastian Ingrosso, Michel Zitron og Vincent Pontare. Den blev udgivet den 13. maj 2011 som digital download, og fik verdenspremiere på BBC Radio 1 den 22. april 2011 af Pete Tong.

## Track listing
- Digital download

1. "Save the World" (Radio Mix) – 3:33
2. "Save the World" (Extended Mix) – 6:50

- Digital download — remixes[3]

1. "Save the World" (Knife Party Remix) – 5:13
2. "Save the World" (Style Of Eye & Carli Remix) – 6:41
3. "Save the World" (Alesso Remix) – 5:41
4. "Save the World" (Third Party Remix) – 6:55
5. "Save the World" (Futurebound & Metrik Remix) – 4:23

- Digital download — AN21 & Max Vangeli Remix[4]

1. "Save the World" (AN21 & Max Vangeli Remix) – 6:42

- Digital download — Zedd Remix

1. "Save the World" (Zedd Remix) – 6:21[5]

- Digital download — Cazzette Remix

1. "Save the World" (Cazzette's Angry Swedish Hunter Mix) – 6:22 - This remix, which was released through Swedish House Mafia's Facebook page, is no longer available for download.